# 海の絵
『海の絵』（うみのえ、Sea Pictures）作品37は、エドワード・エルガーが作曲したメゾソプラノ（またはコントラルト）と管弦楽のための連作歌曲集である。

## 概要
1899年の6月19日に『エニグマ変奏曲』の初演が行われて大成功を収め、一躍名声を博したエルガーは、同年の夏に妻キャロライン・アリスと共に郷土モールヴァン丘陵近辺のストリッジにあるバーチウッド荘で過ごした。この歌曲集『海の絵』は同年7月にバーチウッド荘で書き上げられ、初演は同年10月5日にノリッジ・フェスティヴァルで、コントラルトのクララ・バットの独唱とエルガー自身の指揮により行われた。
エルガー唯一の管弦楽の伴奏が付いた連作歌曲であるが、同時に数少ないメゾソプラノのレパートリーとしてイギリスでは愛好されている。

## 楽器編成
フルート 2、オーボエ2、クラリネット2、ファゴット2、ホルン4、トランペット2、トロンボーン3、チューバ1、ティンパニ、タムタム、大太鼓、シンバル、ハープ、オルガン（使用任意）、弦楽五部、メゾソプラノ（またはコントラルト）独唱

## 構成
5曲からなり、演奏時間は約20分。
第1曲 海の眠りの歌 Sea Slumber Song
詞はローデン・ノーエルによる。
第2曲 港にて（カプリ） In Haven (Capri)
詞はキャロライン・アリス夫人による。「ヘイヴン」は「港」のほかに「安息日、避難所」などの意味も兼ねている。
第3曲 海上での安息日の朝 Sabbath Morning at Sea
詞はロバート・ブラウニングの妻エリザベス・バレット・ブラウニングによる。
第4曲 珊瑚礁のあるところ Where Corals Lie
詞はリチャード・ガーネットによる。
第5曲 泳ぐ人 The Swimmer
詞はアダム・リンゼイ・ゴードンによる。